# Fegeo (Iliade)
Fegeo (in greco antico: Φηγεύς?, Phēghéus) è un personaggio della mitologia greca menzionato nel V libro dell'Iliade.

## Mitologia
Fegeo era un giovane guerriero troiano figlio di Darete e fratello di Ideo, insieme al quale combatté valorosamente in difesa di Troia. Fu ucciso da Diomede, dopo aver tentato di colpirlo.

## Arte
- L'episodio è stato immortalato da Giulio Romano nel dipinto Diomede combatte contro Fegeo e Ideo, conservato al Louvre.